# Batalha do Estreito
A batalha do Estreito (em árabe: uaq‘at al-majāz) foi travada no começo de 965 entre as frotas do Império Bizantino e do Califado Fatímida no estreito de Messina. Resultou numa grande vitória fatímida, e o colapso final da tentativa do imperador Nicéforo II Focas para recuperar a Sicília dos fatímidas.

## Antecedentes
A queda de Taormina para os aglábidas marcou o fim efetivo da conquista muçulmana da Sicília, mas os bizantinos retiveram alguns entrepostos na ilha, e Taormina em si logo se libertou do controle muçulmano. Em 909, os fatímidas tomaram a província metropolitana aglábida de Ifríquia, e com ela a Sicília. Os fatímidas (e após a década de 950 os governadores cálbidas hereditários da Sicília) continuaram a tradição da jiade contra as fortificações cristãs do nordeste da Sicília e, mais proeminentemente, contra os domínios bizantinos no sul da Itália, com tréguas pontuais.
Após a reconquista bizantina de Creta em 960–961, onde os fatímidas, constrangidos por uma trégua com o império e as distâncias envolvidas, foram incapazes ou relutantes para interferir, os fatímidas viraram sua atenção para a Sicília, onde decidiram reduzir os entrepostos bizantinos remanescentes: Taormina, os fortes em Val de Demona e Val di Noto, e Rometa. Taormina caiu para o governador Amade ibne Haçane Alcalbi  no natal de 962, após um cerco de nove meses, e no ano seguinte seu primo, Haçane ibne Amar Alcalbi , liderou cerco a Rometa. A guarnição da última enviou um pedido de ajuda para o imperador Nicéforo II Focas, que preparou uma grande expedição, liderada pelo patrício Nicetas Abalanta e seu próprio sobrinho, Manuel Focas.

## Batalha
O efetivo bizantina aportou em outubro de 964 e rapidamente capturou Messina e outros fortes no Val de Demona, mas sua tentativa de aliviar Rometa foi decisivamente derrotada, com Manuel Focas vindo a falecer. Deixada sem esperança, Rometa caiu na primavera de 965. Após sua derrota diante de Rometa, os efetivos bizantinos remanescentes foram forçados a retirar-se para Messina. De lá, Nicetas tentou cruzar o estreito de Messina para a península Itálica, mas foi interceptado pela frota fatímida sob Amade Alcalbi.
Na batalha resultante, conhecidas nas fontes árabes (ibne Alatir, Almacrizi, Abulféda) como a "Batalha do Estreito" (uaq‘at al-majāz), o governador fatímida empregou diversos equipamentos para atacar nos navios bizantinos: na descrição de Heinz Halm, "eles afundaram seus próprios navios e nadaram contra o navio inimigo; eles apertaram cordas a seu leme, ao longo do qual vasos de cerâmica contendo o fogo grego deslizaram contra o navio inimigo, e espatifaram sobre o cadaste". Essa tática permitiu a destruição de muitos navios bizantinos, e a batalha terminou numa grande vitória fatímida; segundo os historiadores árabes, 1 000 prisioneiros foram levados, incluindo o almirante Nicetas com muitos de seus oficiais, bem como uma pesada espada indiana que portava uma inscrição indicando que certa vez pertenceu a Maomé.

## Rescaldo
Essa derrota levou os bizantinos a novamente solicitarem uma trégua em 966/967, resultando num acordo de paz que deixou a Sicília em mãos fatímidas, e renovando a obrigação imperial de pagar tributo em troca do cessar dos raides na Calábria. Ambos os poderes estavam dispostos a chegar num acordo, pois ambos estavam ocupados em outros locais: Focas com suas guerras contra os hamadânidas e a conquista da Cilícia, e os fatímidas com sua planejada invasão do Egito. O califa Almuiz Aldim Alá (r. 953–975) refortificou algumas cidades na Sicília durante este período, e construiu mesquitas da sexta-feira e assentou muçulmanos em cidades dominadas por cristãos em Val de Demona. Taormina, contudo, foi arrasada, talvez como parte dos termos do tratado de paz, e não foi reassentada até 976.
Como parte do acordo de paz, os cativos bizantinos, incluindo Nicetas, foram resgatados pelo império. Nicetas estava cativo em Ifríquia, onde copiou as homilias de Basílio, o Grande e Gregório de Nazianzo num rico manuscrito caligráfico, que após sua libertação ele doou para um mosteiro, e que agora está na Biblioteca Nacional da França em Paris (Par. gr. 947).